# Merindad de Sotoscueva
Merindad de Sotoscueva är en kommun i Spanien.   Den ligger i provinsen Provincia de Burgos och regionen Kastilien och Leon, i den norra delen av landet, 290 km norr om huvudstaden Madrid. Antalet invånare är 464. Arean är 153 kvadratkilometer.
Terrängen i Merindad de Sotoscueva är kuperad.